# Adoretosoma chinense
Adoretosoma chinense är en skalbaggsart som beskrevs av Ludwig Redtenbacher 1868. Adoretosoma chinense ingår i släktet Adoretosoma och familjen Rutelidae.

## Underarter
Arten delas in i följande underarter:
- A. c. erubescens
- A. c. atritarse